# Nikita Zótov

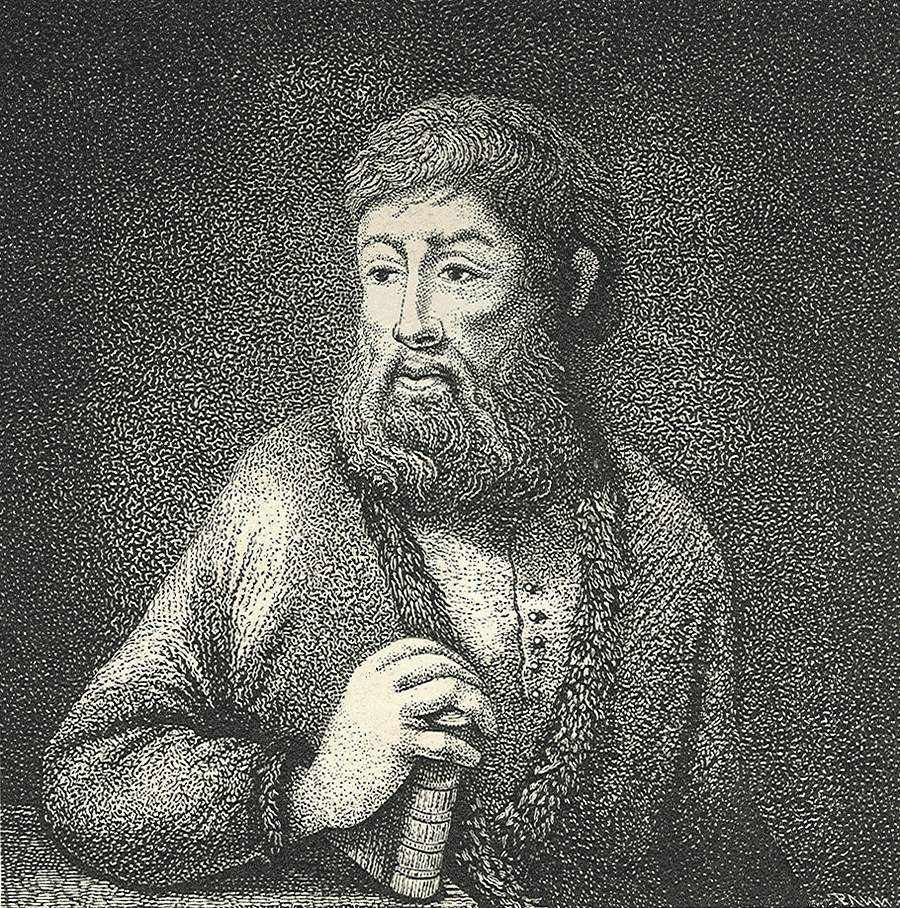
Nikita Zótov, en un huecograbado elaborado por Alexander Osipov entre 1882 y 1883.

El conde Nikita Moiséyevich Zótov (en ruso: Никита Моисеевич Зотов; 1644 - diciembre de 1717) fue tutor del zar Pedro el Grande en su infancia y amigo suyo a lo largo de toda su vida. Los historiadores no se ponen de acuerdo en lo relativo a la calidad de la enseñanza de Zótov. Mientras que el historiador estadounidense Robert K. Massie alaba sus esfuerzos, su colega y compatriota Lindsey Hughes los critica, por considerar que la formación que se le instruyó fue insuficiente para alguien que llegaría a ser zar.
No se conoce mucho de la vida de Zótov más allá de su relación con Pedro. Partió de Moscú en 1680, destinado a una misión diplomática en Crimea, y regresó a la capital rusa antes de 1683. Ingresó en la Compañía Alegre, un grupo de varias decenas de amigos de Pedro que más tarde pasaría a conocerse como Sínodo de los Locos, Bromistas y Borrachos. Fue nombrado, burlonamente, «Príncipe-Papa» del sínodo, por lo que se encargó a menudo de dirigir los juegos y las celebraciones. Acompañó a Pedro en momentos importantes, como las campañas de Azov o las torturas a los streltsí tras su revuelta. Asimismo, ocupó varios altos cargos, entre los que se cuenta un papel importante al frente de la secretaría personal del zar en 1701.
Tres años antes de su muerte, se casó con una mujer cincuenta años más joven que él. Finalmente, falleció en diciembre de 1717, por causas que se desconocen.

## Tutoría de Pedro I

### Trasfondo

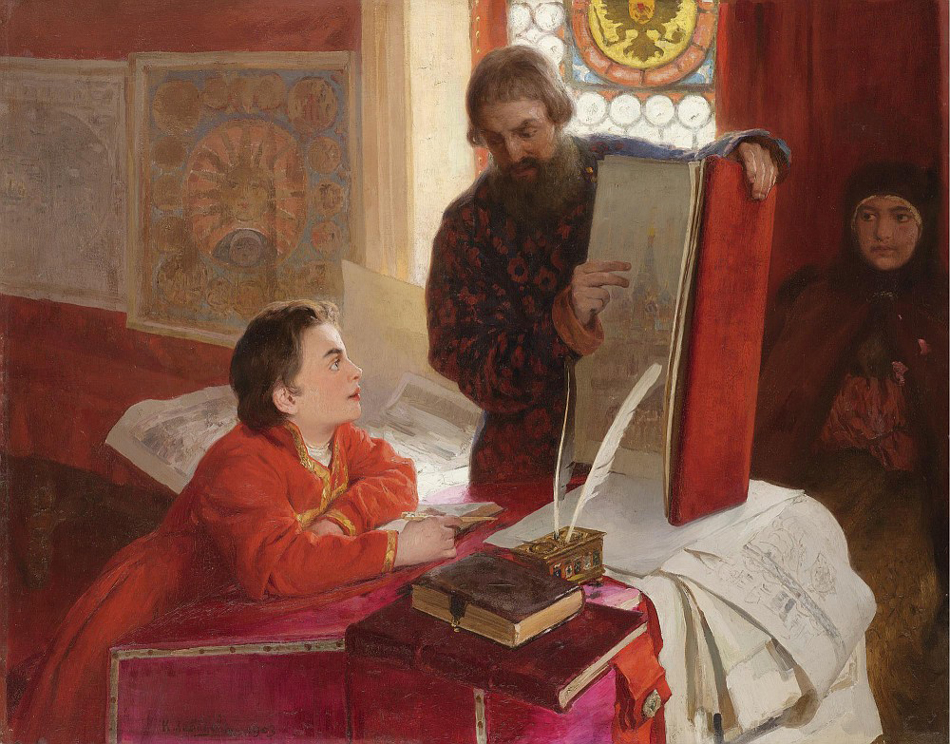
Zótov impartiendo clases a Pedro I; un cuadro de Klavdi Lébedev, 1913.

Alejo I, zar de Rusia, se casó dos veces a lo largo de su vida: en primer lugar, con María Miloslávskaya, y, tras el fallecimiento de esta, con Natalia Naríshkina. Fruto de este segundo matrimonio nació, el 30 de mayo de 1672, Pedro I. Tras el fallecimiento del zar Alejo, acaecido el 8 de febrero de 1676, lo sucedió Teodoro, hermanastro y padrino de Pedro, el «semiinválido y mayor de los hijos de María Miloslávskaya». Iván Miloslávsky, tío de Teodoro, regresó a Moscú de su exilio virtual como gobernador en Astracán para asumir el cargo de jefe de Gobierno. Su familia había quedado al margen del poder durante cierto tiempo a raíz del segundo matrimonio del zar Alejo. Consecuentemente, Iván odiaba a la familia Naryshkin, a la cual pertenecían Pedro, Natalia Naryshkina y el padre adoptivo de esta, Artamón Matvéyev. Era habitual que cuando una nueva familia asumía el poder, la que había estado hasta entonces al mando fuera desterrada a un lugar alejado de Moscú, donde pasaba a desempeñar un cargo meramente simbólico. Sin embargo, Iván Miloslávsky intentó arrestar a los Naryshkin, pero Teodoro tan solo le permitió cursar la orden de exilio para Artamón Matvéyev. Asimismo, Teodoro les tenía cariño a su hermanastro Pedro y a la madre de este, por lo que permitió que se quedaran a vivir en unos apartamentos privados del Kremlin de Moscú.
La gran mayoría de los moscovitas del siglo XVII tenía la posibilidad de estudiar poco, de modo que las tasas de alfabetización eran bajas incluso entre la nobleza, cuya educación solía basarse en pequeñas dosis de lectura, escritura, historia y geografía. Los eruditos religiosos solían ser la excepción a esta regla y se les enseñaba también gramática, matemáticas y otros idiomas. Dos de los hijos del zar Alejo —Teodoro y su hermana Sofía Alekséyevna Románova— fueron educados por eruditos llegados desde Kiev, por lo que sabían hablar latín y polaco.
En 1674 o 1675, cuando Pedro contaba tres años, el zar Alejo le entregó un silabario para que pudiera aprender el abecedario; dos años después, el zar Teorodo le sugirió a la madre de Pedro la idea de que este comenzase con sus estudios. Los autores difieren en lo relativo a la fecha en que comenzaron las tutorías de Pedro; varios de ellos fijan el comienzo en 1677, mientras que otros lo retrasan hasta 1683, aunque también hay varios que se refieren específicamente al 12 de marzo de 1677. Nikita Zótov, un antiguo secretario eclesiástico, o «secretario de la Duma» para el departamento gubernamental para el cobro de impuestos, fue el elegido para enseñarle a Pedro a leer y escribir.

### Nombramiento y educación

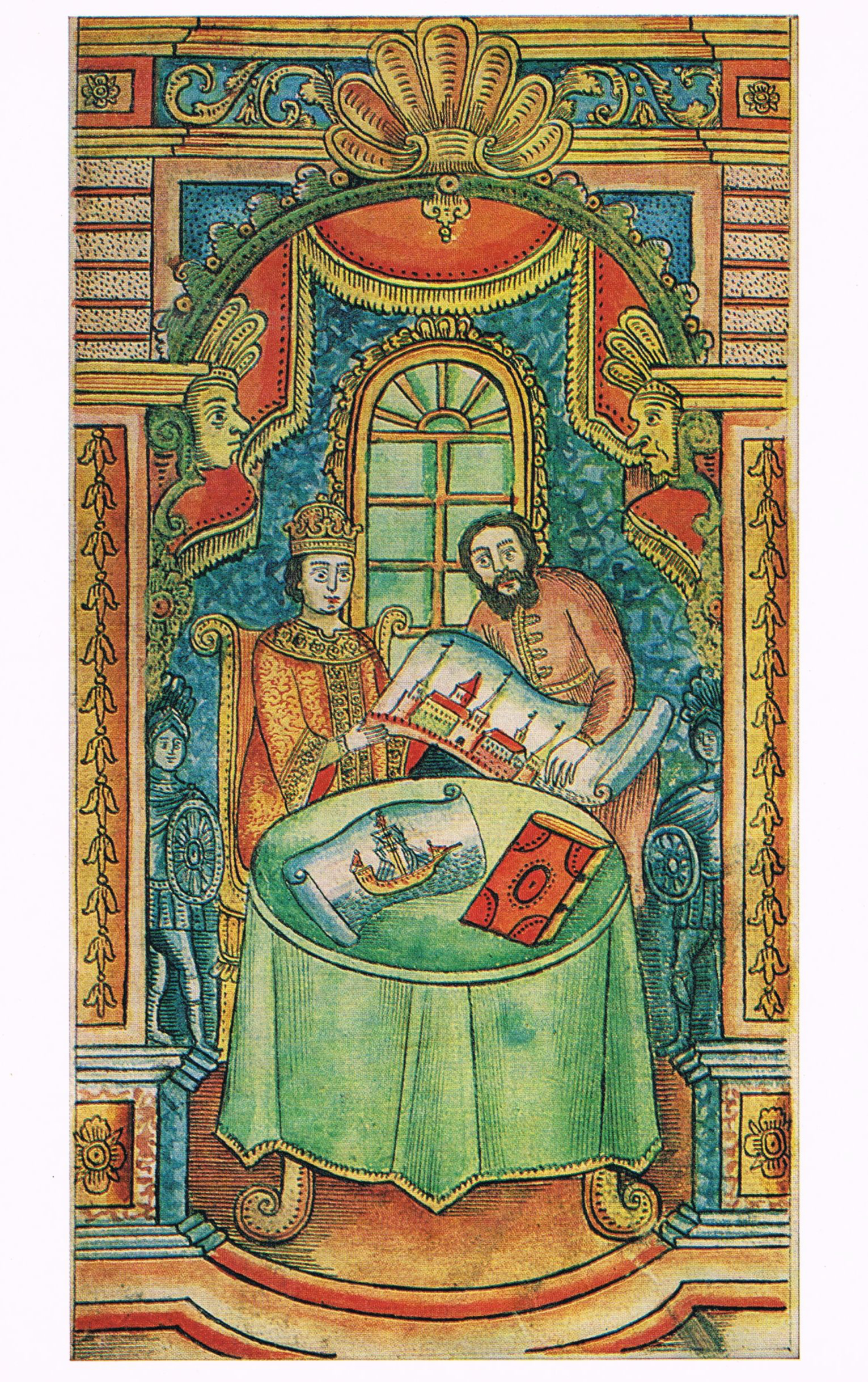
El joven zar y Zótov, en una de las clases.

Zótov no era un erudito religioso, pero conocía bien la Biblia, lo que era una aptitud importante para la zarina Natalia. Sin esperarlo, ella, Teodoro y Joaquín de Moscú le regalaron un conjunto de apartamentos, dos juegos de ropa y cien rublos, antes incluso de que comenzara a trabajar. Asimismo, fue ascendido a la pequeña nobleza. Zótov mostró una gran humildad y se sintió abrumado por el requerimiento de la zarina, aunque la idea de educar a Pedro le cautivó. Estos se hicieron buenos amigos pronto y Zótov se mantuvo cercano a Pedro hasta su fallecimiento.
La primera lección comenzó la mañana siguiente al nombramiento de Zótov como profesor. Tras bendecir los libros con agua bendita, Zótov comenzó a impartir su clase; en primer lugar, el alfabeto, y después, el libro de oraciones. También le enseñó la Biblia, de la que Pedro aprendió largos fragmentos que aún podía recitar de memoria cuarenta años después. Zótov también le enseñó a cantar y, en sus últimos años de vida, Pedro solía acompañar los coros en los servicios religiosos. Aunque en un principio tan solo se le encomendó enseñarle a leer y escribir, Zótov descubrió que Pedro era curioso y estaba interesado en todo lo que se le enseñaba. De hecho, Pedro pidió clases acerca de la historia rusa, las batallas y los héroes. A petición de Zótov, la zarina solicitó a la Oficina de Municiones que le enviaran grabados de «ciudades extranjeras y palacios, barcos de vela, armas y acontecimientos históricos». Zótov los colgó en la sala de estudio, junto con un globo terráqueo bastante preciso para la época, con el objetivo de distraer a Pedro cuando se aburría de sus estudios. También se llamó a tutores «improvisados», tanto extranjeros como nacionales, y a siervos para llevar a cabo juegos con munición real en el exterior. Asimismo, estos otros tutores le enseñaban a Pedro nociones de historia real y militar, herrería, carpintería, ebanistería, impresión y, lo que era bastante inusual para la nobleza rusa de la época, navegación y construcción naval.

### Impacto
Zótov fue uno de los primeros amigos de Pedro, y ambos se mantuvieron unidos a lo largo de su vida. Lindsey Hughes, una historiadora del siglo XX, ha criticado a Zótov por impartirle a Pedro una educación en la que no se incluían los conocimientos básicos que un futuro zar debía interiorizar. Robert K. Massie, en cambio, asegura que la educación fue la mejor que se le podría haber dado a un chico curioso como Pedro, ya que, al estar su hermano Iván V antes en la línea de sucesión, era improbable que llegara a ser zar. Según Massie, aunque es probable que la enseñanza de Zótov no estuviese al máximo nivel posible, le dio «la mejor educación para una mente como la de Pedro», puesto que «estimuló [su] curiosidad» y fue esto lo que le permitió convertirse, «en gran parte, en un hombre autodidacta». La unión entre Zótov y el zar preocupó al resto de miembros del Gobierno, muchos de los cuales —incluido el poderoso Ménshikov— temían su influencia.
En 1680, Zótov se embarcó en una misión diplomática en Crimea de tres años de duración; las fuentes difieren a la hora de establecer si esta misión tuvo lugar antes o después de ser tutor de Pedro. Cuando Pedro marchó del Kremlin para pasar su infancia en el distrito de Preobrazhenskoye, dos años después de la partida de Zótov, los recuerdos de los tutores que sus hermanos Teodoro y Sofía habían tenido eran tan negativos que se abstuvo de estudiar asignaturas académicas tradicionales por un tiempo. Más tarde, tras el regreso de Crimea de Zótov, reemprendió sus estudios con él y con Afanassyi Nesterov. Aunque Pedro prefería aprender sobre asuntos militares y relacionados con la naturaleza antes que sobre literatura y teología, absorbió muchos conocimientos relativos a estos dos temas de sus tutores. Zótov —y más tarde también sus hijos— trabajó con Pedro en la traducción de libros sobre fortificaciones al ruso desde un idioma del oeste de Europa. Pedro no aprendió —o lo olvidó con facilidad— mucho sobre matemáticas, una ciencia que tuvo que dominar en su adolescencia para aplicarla a los asedios y las fortificaciones. Años más tarde, Pedro lamentó no haber disfrutado de una educación más exhaustiva, y trató de que sus hijas, Ana e Isabel, recibieran una similar a la impartida al resto de princesas europeas.

## Príncipe-Papa del Sínodo de los Locos, Bromistas y Borrachos
En 1692, Pedro, que ya era por aquel entonces zar de Rusia, creó, junto con decenas de amigos, el Sínodo de los Locos, Bromistas y Borrachos, con el objetivo de parodiar los concilios eclesiásticos. Aunque se le tenía por alguien sobrio y que guardaba ayuno, Zótov fue designado «Príncipe-Papa» del sínodo. En ocasiones, incluso, se referían a él como el Patriarca Baco. Pedro le obligó a participar en las fiestas aun cuando Zótov aseguraba que estaba enfermo o exhausto.
No obstante, Zótov se convirtió rápidamente en uno de los participantes más importantes de las celebraciones. Tras beber por la salud de todos, solía «bendecir» al grupo haciendo la señal de la cruz con dos pipas neerlandesas. En los días festivos, el grupo jugaba por las calles de Moscú y, en Navidad, los integrantes de la Compañía Alegre, con Zótov a la cabeza y montados en trineos tirados por doce hombres calvos, recorrían la ciudad cantando. Zótov vestía un traje muy raro, adornado con cartas de juego; además, llevaba un sombrero de hojalata e iba sentado en un barril. Durante la primera semana de Cuaresma, una procesión de «penitentes» seguía a Zótov por toda la ciudad, montados en asnos, bueyes y trineos tirados por cabras, cerdos y osos.

## Altos cargos

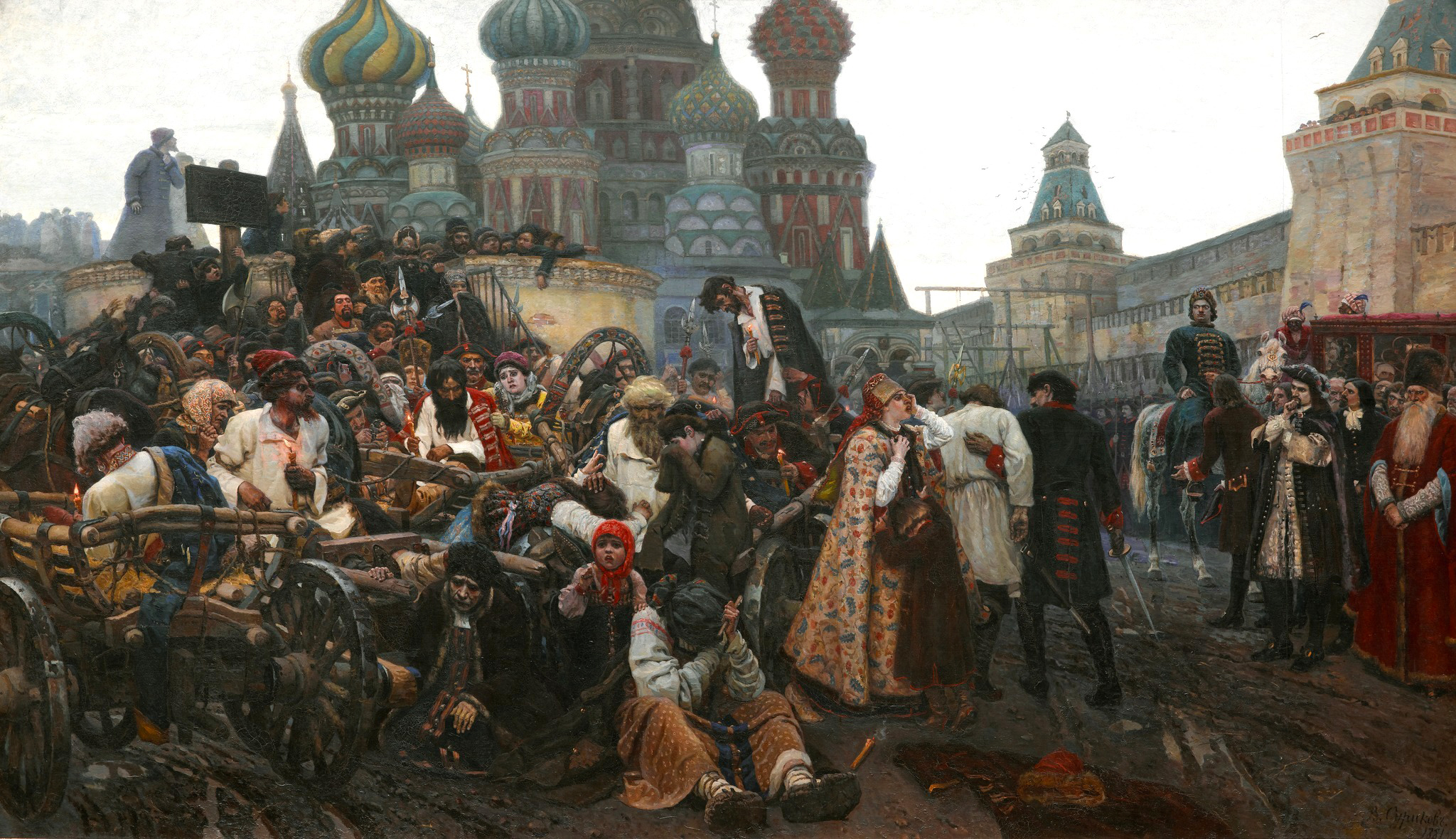
La mañana de la ejecución de los streltsí, cuadro pintado por Vasili Súrikov. Los miembros de este cuerpo militar ruso se rebelaron aprovechando la ausencia de Pedro, que se encontraba de campaña. Zótov fue uno de los encargados de torturarlos como reprimenda.

En 1695 y 1696, Pedro, conocido ya como «el Grande», organizó dos campañas contra la guarnición turca de Azov. Aunque la de 1695 fracasó al final, la de 1696 tuvo éxito. Los rusos rodearon la ciudad tanto con hombres como con navíos y penetraron la muralla, lo que obligó al bajá de Azov a «rendirse bajo condiciones honorables». Las gentes de Moscú quedaron asombradas por las noticias de la rendición; ningún ejército ruso había cosechado victorias desde el reinado de Alejo, el padre de Pedro. Este retrasó su regreso a casa para darle a Andrew Vinius, otro miembro del «sínodo», el tiempo suficiente para organizar un desfile por la capital. El ejército regresó a casa el 10 de octubre, pero, en vez de realizarse una recepción ortodoxa, a la manera tradicional, este marchó por debajo de un arco presuntamente sostenido por Hércules y Marte. Contraviniendo la tradición, Pedro no encabezó la procesión, sino que permitió que fueran primero dieciocho hombres montados a caballo, los que conducían los carruajes en los que iban montados Zótov y el héroe de guerra Fiódor Golovín.
Pedro se enteró en 1698, mientras se encontraba en una misión en Europa, de que los streltsí se habían rebelado, por lo que tuvo que regresar inmediatamente a casa desde Viena. Tras derrotar a los regimientos rebeldes, Pedro ordenó que se torturase a aquellos que habían incitado la revuelta. Durante casi mes y medio, miembros de la Compañía Alegre, entre los que se encontraban Fiódor Romodanovski, Boris Golitsyn y el propio Zótov, dirigieron las torturas en secreto.
En 1701, Zótov fue nombrado director del Consejo Privado, un comité parecido a la desaparecida Duma. En 1710, Pedro nombró conde a Zótov, mientras que un año más tarde, al establecer el Senado Gobernante, lo designó para que se encargara de su supervisión.

## Vida personal

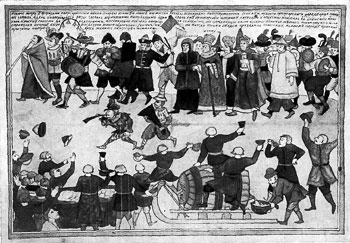
Aunque Zótov había pensado pasar los últimos años de su vida en un monasterio, Pedro le obligó a casarse con una mujer cincuenta años más joven que él.

Nikita Zótov contrajo matrimonio en dos ocasiones y tuvo tres hijos varones con la primera de las mujeres con la que estuvo casado. Uno de ellos fue Vasily Zótov (fallecido en 1729), que fue educado fuera de Rusia y fue nombrado inspector general de Decretos (ukazes, en ruso) en noviembre de 1715. Fungiendo como inspector, su trabajo consistía en presidir el Senado, hacer cumplir los decretos emitidos por este y dar constancia a Pedro de los senadores que se ausentaban. Sin embargo, el poder político de Vasily era mínimo, de modo que no pudo cumplir con sus deberes teniendo enfrente a algunos de los hombres más poderosos de todo el Imperio ruso. El segundo de los hijos de Nikita fue Iván Zótov (1687-1723), que vivió y estudió en Francia, donde también trabajó como traductor. El tercer hijo, Konon Zótov (1690 - 30 de diciembre de 1742), estudió en Inglaterra y ocupó varios puestos en la Marina Rusa y en el sistema judicial ruso.
Según Robert K. Massie y Lindsey Hughes, Pedro le contó a Zótov en octubre de 1713 que tenía pensado casarlo por segunda vez, con Ana Pashkova, una viuda cincuenta años más joven que Zótov, a pesar de que este había manifestado su deseo de pasar sus últimos años en un monasterio. Sin embargo, tanto el Diccionario Enciclopédico Brockhaus y Efron como Sergey Solovyov aseguran que a Zótov se le ocurrió la idea de casarse con Pashkova en 1714, de modo que el plan consistente en convertirse en monje no era más que una broma.
El embajador de Hannover, Friedrich Christian Weber, describió la boda como un acontecimiento «solemnizado por una corte con máscaras». Se instó a los invitados a registrarse de antemano en grupos de tres con sus trajes, de tal manera que no se parecerían tanto al resto de asistentes. Los testigos que asistieron al evento, celebrado el 27 y 28 de enero de 1715, tras tres meses de preparaciones, se refirieron a él como «el mundo del revés». Los miembros de la Compañía Alegre se vistieron con ropajes ridículos y muchas personas se comportaron justo al contrario de lo que indicaban las normas; «eran tartamudos los que entregaron las invitaciones a los invitados, los caballeros de honor eran lisiados, los corredores eran hombres gordos con gota, el cura tenía supuestamente cien años» y era, además, ciego. Hughes apunta que el acontecimiento podría haber sido una variante de los charivari occidentales, mediante la que el zar pretendía demostrar el poder que tenía sobre las vidas de sus súbditos. Durante la boda, el Sínodo de los Locos, Bromistas y Borrachos cantó villancicos por las calles de Moscú y pidió dinero, lo que se convirtió en el impuesto de Año Nuevo para los ricos.

## Fallecimiento
Nikita Zótov falleció en diciembre de 1717, por causas desconocidas. Pedro no perdió ni un solo segundo lamentando su muerte, al menos públicamente: reemplazó a Zótov por Peter Buturlin en el puesto de Príncipe-Papa. Lo «eligió» el 28 de diciembre de 1717 y lo designó el 19 de enero de 1718. Ordenó incluso que la viuda de Zótov se casara con Buturlin en el otoño de 1721. Konon Zótov y su madrastra se enfrentaron a la hora de dividir los bienes de Nikita; el primero trató de declarar el segundo matrimonio de su padre ilegímito, con el fin de no tener que darle ningún dinero a la familia de su madrastra.

### Citas
1. ↑  Massie, 1981, pp. 18-21.
2. ↑  Massie, 1981, p. 22.
3. ↑  Massie, 1981, p. 25.
4. 1 2 3 4  Massie, 1981, p. 26.
5. 1 2 3 4 5 6 7 8 9 10 11 12 13 14 15  Massie, 1981, p. 27.
6. ↑  Kamenskiĭ, 1987, p. 41.
7. 1 2 3 4  Бердников, 2007.
8. ↑  Hughes, 1998, p. 3.
9. 1 2 3  Boguslavsky, 2004, pp. 487–488.
10. ↑  Ламбин, 1844, pp. 42–43.
11. 1 2  Nikiforov, 2009.
12. 1 2  Massie, 1981, pp. 27–28.
13. ↑  Hosking, 1998, p. 77.
14. ↑  Massie, 1981, p. 72.
15. ↑  Massie, 1981, pp. 67-75.
16. ↑  Massie, 1981, pp. 67-70.
17. ↑  Massie, 1981, pp. 70-71.
18. ↑  Massie, 1981, pp. 72-75.
19. ↑  Hughes, 1998, pp. 3 y 463.
20. 1 2  Hughes, 1998, p. 423.
21. ↑  Bain, 1967, p. 208.
22. 1 2  Massie, 1981, p. 71.
23. 1 2  Wittram, 1964, p. 88.
24. ↑  Brechka, 1982, p. 5.
25. ↑  Gitermann, 1945, p. 421.
26. ↑  Williams, 1907, pp. 251–252.
27. ↑  Massie, 1981, pp. 71, 806 y 807.
28. ↑  Massie, 2011, pp. 29-30.
29. ↑  Massie, 1981, p. 108.
30. ↑  Bushkovitch, 1990, p. 16.
31. 1 2 3  Massie, 1981, p. 120.
32. ↑  Hughes, 2004, p. 31.
33. ↑  Massie, 1981, pp. 119-120.
34. 1 2 3  Massie, 1981, p. 249.
35. 1 2  Massie, 1981, pp. 254-255.
36. 1 2  Massie, 1981, pp. 136-148.
37. ↑  Robson y Stedall, 2009, p. 355.
38. ↑  Massie, 1981, p. 146.
39. 1 2  Massie, 1981, p. 147.
40. ↑  Massie, 1981, p. 113.
41. ↑  Massie, 1981, pp. 147-148.
42. ↑  Massie, 1981, p. 148.
43. ↑  Grey, 1960, p. 91.
44. ↑  Troyat, 1987, p. 83.
45. 1 2  Hughes, 1998, p. 18.
46. ↑  Wittram, 1964, p. 108.
47. ↑  LeDonne, 1987, p. 238.
48. 1 2 3 4  Solovyov, 2001.
49. 1 2  Hughes, 2004, pp. 109-110.
50. 1 2 3 4  Massie, 1981, p. 618.
51. ↑  Petrovskyi, 1875, pp. 159–162.
52. ↑  Massie, 1981, p. 751.
53. ↑  Bain, 1967, p. 317.
54. ↑  Grey, 1960, p. 386.
55. ↑  Pekarskyi, 1862, pp. 226-227.
56. ↑  Pekarskyi, 1862, pp. 155-162.
57. ↑  Massie, 1981, p. 613.
58. ↑  Hughes, 2004, p. 109.
59. 1 2  Hughes, 2004, p. 110.
60. ↑  Cracraft, 1971, p. 254.
61. 1 2 3  Hughes, 1998, p. 254.
62. ↑  Troyat, 1987, p. 229.
63. ↑  Hughes, 2004, pp. 120–121.
64. ↑  Troyat, 1987, p. 248.